# Felix Collorio
Felix Collorio (* 25. August 1895 in München; † 6. Januar 1965 in Hannover) war ein deutscher Bauingenieur und Hochschullehrer.

## Leben
Collorio studierte nach dem Abitur 1915 am Wilhelmsgymnasium München Bauingenieurwesen und promovierte 1924 an der Technischen Hochschule in Hannover zum Dr.-Ing. Das Thema seiner Dissertation lautete Über die Bemessung von massiven Talsperren-Mauern. Er hatte sich auf Statik und Konstruktion in Erde, Beton und Holz spezialisiert und befasste sich hauptsächlich mit der Organisation und Kalkulation von Bauten. Außerdem war er Sachverständiger der Deutschen Rechtsfront und Mitglied des Vereins Deutscher Ingenieure. Zum 1. Mai 1933 trat er in die NSDAP ein (Mitgliedsnummer 2.609.807). Ferner war er Mitglied des NSDDB.
Von 1927 an war er Oberingenieur, später Baudirektor während des Baus der Sösetalsperre und der Odertalsperre sowie Vorstandsmitglied der Harzwasserwerke. Im Frühjahr 1934 schied er aus dem Vorstand der Harzwasserwerke aus. Im November 1934 erfolgte seine Berufung zum Honorarprofessor an der Technischen Hochschule in Hannover. Ab 1935 war er zudem freiberuflicher Inhaber eines Forschungs- und Ingenieurbüros mit Zulassung als Prüfingenieur für Statik auf allen Gebieten. Noch 1955 war er als Prüfingenieur für Statik in Deensen, Landkreis Holzminden tätig.

## Schriften (Auswahl)
- Die Sösetalsperre. Ihr Werden und Wirken. Die größte Trinkwassersperre Deutschlands, Osteroder Kreiszeitung, Paul Krösing, Osterode 1932.
- Die Wasserwirtschaft des Harzes. In: Das Gas- und Wasserfach 42 (1934), S. 725–728 und 744–750.
- Die neuen Talsperrendämme im Harz: Erfahrungen bei Vorarbeiten, Gestaltung, Bau und Betrieb des Söse- und Oderwerkes der Harzwasserwerke. In: Die Bautechnik 1936, Heft 47 (S. 683–689), Heft 49 (S. 707–713) und Heft 54 (S. 747–772).
- Wasserwirtschaft, Wasserversorgung, Fernwasserversorgung. Studie (= Reichsverband der Deutschen Wasserwirtschaft. Mitteilungen des Reichsverbandes der Deutschen Wasserwirtschaft, Deutscher Wasserwirtschafts- und Wasserkraft-Verband, Arbeitskreis Wasserwirtschaft der Fachgruppe Bauwesen im NS-Bund Deutscher Technik, Nr. 41), Berlin-Halensee 1937.